# Gamma Horologii
Gamma Horologii (γ Horologii, förkortat Gamma Hor, γ Hor) som är stjärnans Bayerbeteckning, är en ensam stjärna belägen i den södra delen av stjärnbilden Pendeluret. Den har en skenbar magnitud på 5,74 och är synlig för blotta ögat där ljusföroreningar ej förekommer. Baserat på parallaxmätning inom Hipparcosuppdraget på ca 17,9 mas, beräknas den befinna sig på ett avstånd på ca 183 ljusår (ca 56 parsek) från solen.

## Egenskaper
Gamma Horologii är en vit till gul underjättestjärna i av spektralklass G8 III/IV. Den har en radie som är ca 5,0 gånger större än solens och utsänder från dess fotosfär ca 16 gånger mera energi än solen vid en effektiv temperatur på ca 4 950 K.